# Bismil (district)
Bismil is een Turks district in de provincie Diyarbakır en telt 108.706 inwoners (2007). Het district heeft een oppervlakte van 1737,3 km². Hoofdplaats is Bismil.
De bevolkingsontwikkeling van het district is weergegeven in onderstaande tabel.
| 1997    | 2000    | 2007    |
| ------- | ------- | ------- |
| 153.393 | 126.885 | 108.706 |